# Clube Atlético Cristal
Le Clube Atlético Cristal est un club brésilien de football basé à Macapá dans l'État de l'Amapá.